# 에비니저 스크루지
에비니저 스크루지(영어: Ebenezer Scrooge)는 찰스 디킨스의 소설 《크리스마스 캐럴》의 주인공이다. 돈욕심이 아주 많은 고리대금업자로 남에게 늘 인색하게 굴었으나, 어느날 밤 죽은 친구의 유령과 함께 자신의 과거, 현재, 미래를 한꺼번에 본 뒤 깨달음을 얻고 베푸는 삶을 살게 되는 인물이다. 구두쇠 캐릭터의 대명사로 흔히 '스크루지 영감'으로 불린다.

## 담당 배우

### 영화
- 크리스마스 캐럴(2004) - 켈시 그래머
- 크리스마스 캐롤(2009) - 짐 캐리(목소리 출연)
- 고스트 오브 걸프렌즈 패스트(2009) - 매슈 매코너헤이(코너 미드)

### TV 드라마
- 닥터 후 에피소드 "A Christmas Carol" (2010) - 마이클 갬본(카즈란 사르디크)

## 같이 보기
- 그린치